# Mercedes-Benz W116
Seria Mercedez – Benz W116 este una reprezentativă pentru categoria de automobile berline, produse din Septembrie 1972 până în 1979. Acestea au fost primele modele create de Mercedes care au primit oficial denumirea de S-Class, cu toate că și altor modele anterioare de berline le fusese atribuită, neoficial, litera “S” de la Sonderklasse, sau clasă specială.

## General

### Istoric

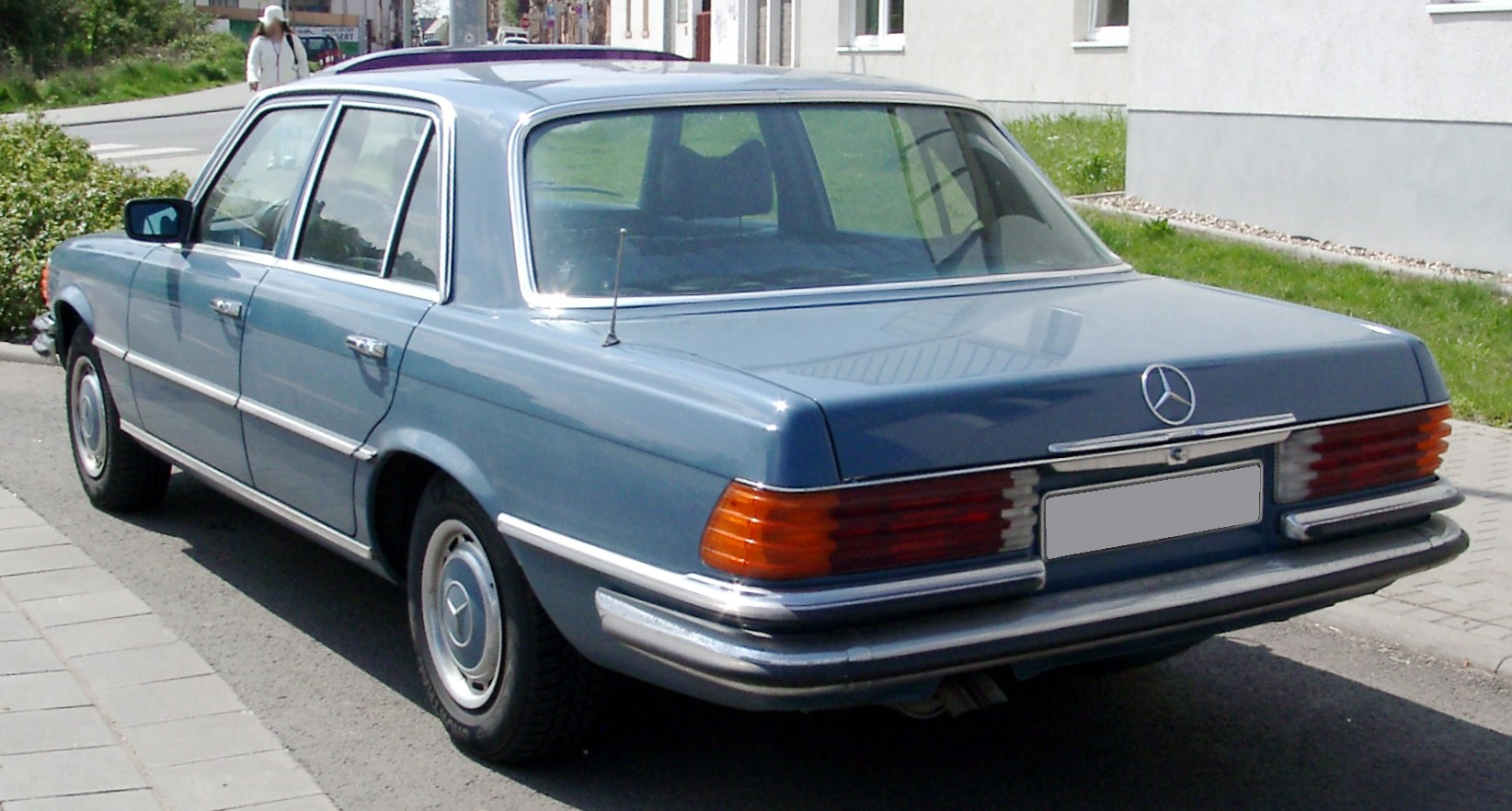

Proiectarea “noii” generații S-class a început în 1966, la doar un an de la lansarea seriei W108/09. Acesta a fost primul model tip limuzină al brandului care reflectă noile tendințe ancorate în stilul “Corporate” adoptate de companie, tendințe ce aveau să dăinuiască până în 1933, când producția seriei 190 a fost întreruptă. Desingnul, care a fost finalizat în 1969, a constituit un progres uriaș, fiind bazat pe linii masculine care se îmbină pentru desăvârșirea unui stil sport – elegant. Conceptul esențial care a stat la baza acestui design a preluat câteva elemente care au fost introduse inițial de automobile sport R107 SL-Class, în special forma luminilor din fața și din spatele mașinii. În ceea ce privește automobilele SL, seriei W116 i-au fost adăugate apărătoare cu striații pentru a reduce acumularea noroiului în jurul lămpilor; acest element avea să rămână unul definitoriu pentru autovehiculele Mercedes ale secolului XXI. Designul modelului W116 a fost ultimul design produs de Friedrich Geiger pentru Mercedes – Benz; cariera acestuia a început cu crearea seriei Mercedes – Benz 500K, în anul 1933.
Mașina a fost lansată în Septembrie 1972. Inițial seria cuprindea două versiuni de motorizarea M110 (cu șașe pistoane și capacitate cilindrică  de 2746 cc), și anume: categoria 280 S (cu carburator Solex) și categoria 280 SE (cu injecție Bosch D-Jetronic); la acestea se adaugă și versiunea 350 SE a motorizării M116 (V8, cu o capacitate cilindrică de 3499 cc). după criza petrolului din 1973, la acestea s-a adăugat și o versiune cu apatament lung a categoriei 280. 
Jumătate de an mai târziu, la începutul lui 1973, seriei i-au fost adăugate două noi versiuni cu motorizare M117 (V8, cu o capacitate cilindrică de 4520 cc), și anume: 450 SE și 450 SEL (cu o causerie mai lungă cu 100 mm). În majoritatea piețelor de desfacere, mașinile din seria 450 aveau 225 CP (165 kW), în timp ce autovehiculele comercializate în SUA ofereau 190 CP (142 kW), iar cele din Suedia erau dotate cu o valvă EGR  și 200 CP (147 kW), pâmă în anul 1976. Modelul 450s a venit și cu unterior mai luxos, cu tapiserie din velur sau piele, față de pânza cu striații folosită pentru modelele inferioare. Interiorul portierelor are și el un design diferit, fiind tapisat de jos până în partea de sus a geamurilor. 
Cel mai de seamă model al seriei W116 este reprezentat de automobilele 450 SEL 6.9, cu un standard de performanță foarte ridicat, care au fost lansate în anul 1975 și care au fost produse într-un număr limitat. Acest model se poate lăuda cu cel mai mare motor folosit la o mașină Mercedes-Benz din perioada post-belică (mai mare decât al oricărui vehicul non-american) de până atunci, și este definit de suspensiile hidropneumatice cu auto-reglare.
Sedanul 300 SD (produs doar pentru piața din America) are o motorizare turbo diesel de 3.0L cu ardere interna și cinci cilindri amplasați în linie, care se bazeaza pe structura motorului C11, un autovehicul experimental. În Septembrie 2013, au autovehicul Mercedes W116 300 SD, fabricat în 1979, a participat la turul Lemons, în Carolina Motorsports Park, un tor de 24 de ore, unde a parcurs 166 de ture de circuit, cu o viteză medie de 88,2 Km/h. Aceasta a caștigat premiul cel mare al eventului, Index of Effluency. În afară de problemele minore legate de frână și de uzura cauciucurilor, nu au fost depistate ale defecțiuni mecanice. După numeroase modificări în ceea ce privește manevrarea vehiculului, acesta a concurat din nou, în Februarie 2014, la Barber Motorsports Park, in Birmingham, Alabama. Acesta s-a clasat pe locul 44, dar a parcurs 281 de ture de circuit cu o viteză medie de 95.9 Km/h. Unul dintre principalele avantaje ale modelului 300 SD este consumul mic de combustibil, în circuit,  unde consuma doar 9.4 l/100 km. În 2014 a fost plasat pe primul loc în clasamentul vehiculelor din aceași categorie. 
Seria 450 SE a fost numită Mașina Anului, la nivel European, în anul 1974, chiar dacă seria W116 a fost prezentată pentru prima dată la Paris Motor Show, în toamna anului 1972. Auvehivulele W116 au fost primele mașini de serie care au utilizat un sistem ABS electronic, pentru tracțiune integrală, produs de Bosch. Acesta putea fi adăugat opțional, începând cu anul 1978.
Cifra de producție a atins un total de 473 035 exemplare. Seria W116 a fost urmată de W126 Sclass, în 1979. Autovehiculele din seria W 116 au fost comercializate în Europa, America, Asia, Orientul Mijlociu, Africa și Australia.

### Modele

#### 280 S până la 450 SEL

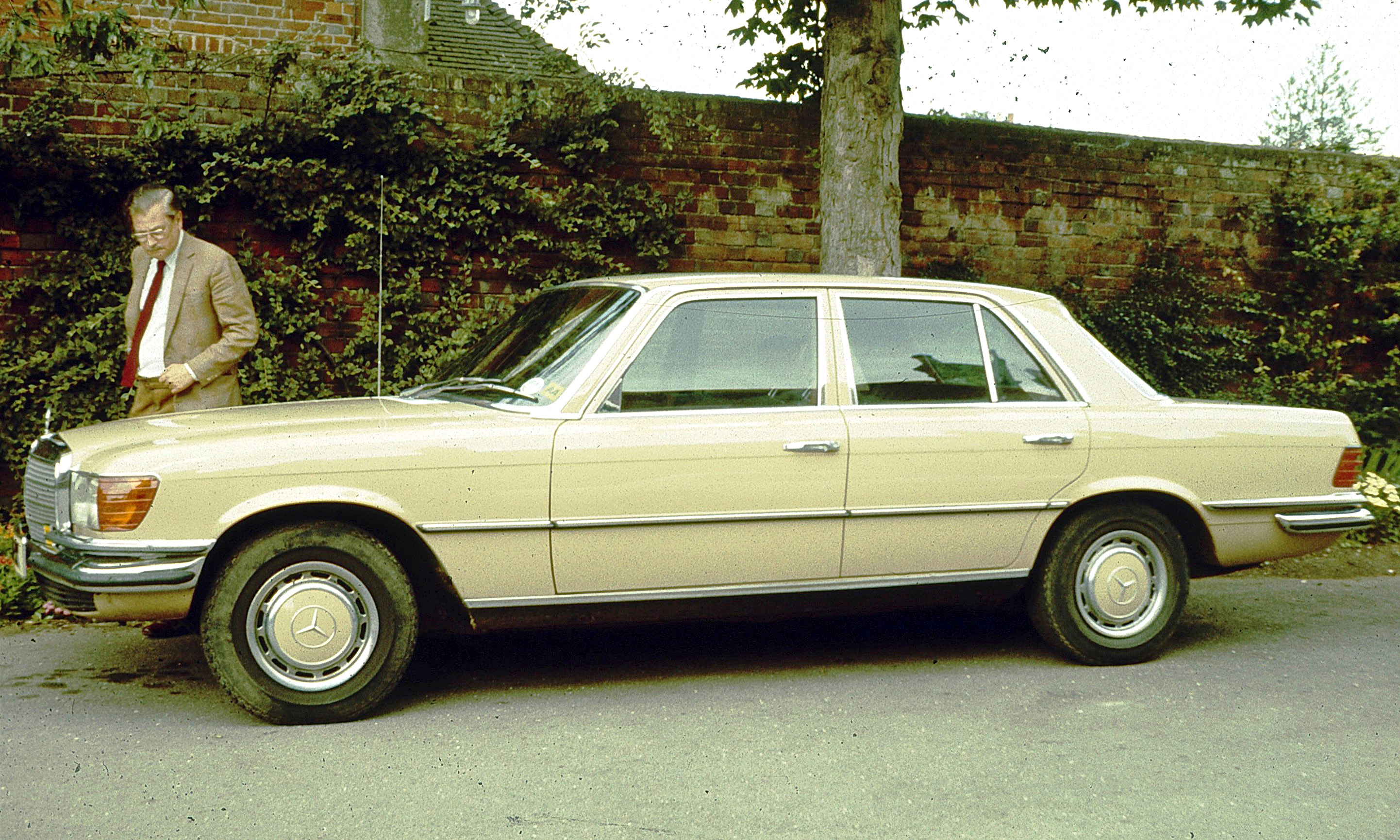
Primul autoturism 280 S, cu 6 cilindri, a fost primul model cu carburator încorporat

La lansarea seriei în septembrie 1972 au fost diponibile variantele 280 S, 280 SE și 350 SE. În luna martie 1973 au fost introduse motoarele mari cu opt cilindri, 450 SE și 450 SEL. Axul spate al modelelor 450 SE și 450 SEL (iar ulterior 450 SEL 6.9) dispune de compensarea cuplului la pornire și suport la cuplul de franare, puntea din față de suport la franare. La versiunile "SEL", numite versiuni lungi ampatament, spațiu scaunelor din spate și ușile din spate sunt prelungite cu 10 centimetri. 350 SEL a apărut in noiembrie 1973, 280 SEL în aprilie 1974. 280 S nu a fost oferit ca versiune cu ampatament lung. 
În anul 1975, autovehiculele seriei W116 au fost îmbunătățite cu un nou sistem de injecție, conform cu noile standarde Europene privitoare la emisia de gaze de eșapament. Această modificare a atras după sine o ușoară reducere a puterii motoarelor. În 1978, după o serie de modificări ale motorului, s-a revenit la performanțele inițiale, păstrând însă noile sisteme de injecție.

#### 450 SEL 6.9

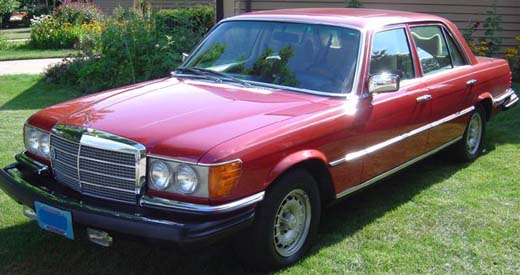
Mercedes-Benz 450 SEL 6.9

Versiunea 450 SEL 6. 9 a autorurismelor S-Class a fost construită cu ajutorul propriei linii de producție de către Daimler – Benz în Suttgart, Germania și a avut ca sursă de inspirație versiunea de șasiu cu apatament lung a autoturimelor W116. Modelul este cunoscut, în analele companiei, sub numele de “6. 9”, pentru a se diferenția de  modelul 450 SEL simplu. 
Versiunea de 6. 9 a fost prezentată pentru prima dată presei în domeniu la Salonul Auto de la Geneva, în 1974, și a fost produsă între anii 1975 și 1981, având o cifră de producție extrem de limitată. Aceasta a fost munită model reprezentativ al liniei de producție.
SEL 6. 3. Succesoarele modelului 6. 9 – autoturimele de top 500 SEL – au continuat tradiția remarcabilă a suspensiilor hidro-pneumatice cu nivelare automată a predecesorului, acestea fiind disponibile ca o dotare opțională, cu cost separat.

#### 300 SD

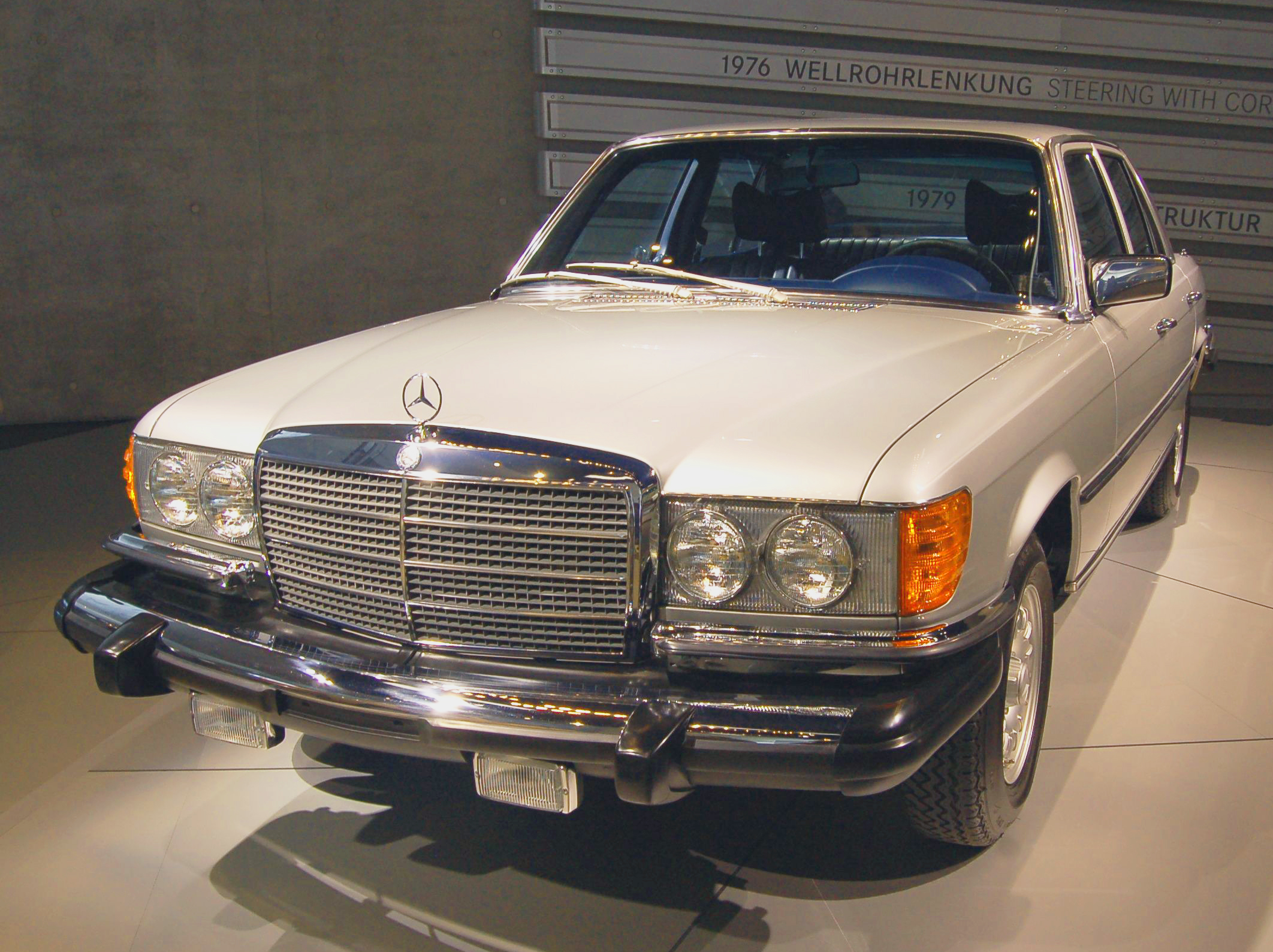
Mercedes-Benz 300 SD in lumea Mercedes-Benz

În luna mai 1978, 300 SD a fost introdus cu un turbo diesel cu cinci cilindri (OM 617).  300 SD a fost considerat, conform Mercedes-Benz Museum, primul autoturism de lux diesel din lume și prima masina de serie din lume cu turbo diesel. El a fost oferit în mod exclusiv în SUA și Canada. 300 SD a fost creat ca răspuns la SUA Corporate Average Fuel Economy \din 1975 privind economia de combustibil, care a stabilit consumul maxim al flotei de automobile în funcție de cota lor de piață. În conformitate cu Muzeul Mercedes-Benz, Daimler-Benz AG a fost afectată sensibil de această reglementare, deoarece vânduse în Statele Unite, multe S-Klasse cu un consum relativ ridicat de combustibil. 300 SD a redus consumul de flotă și a depășit toate previziunile de vânzări.

#### Vehicule blindate
Pe baza experienței acumulate în timpul dezvoltării vehiculelor blindate 280 SEL 3.5, tehnologia de protecție a fost îmbunătățită în continuare. Dintre modelele cu opt cilindri 350 SE, SEL 350, 450 SE si 450 SEL 292 de bucăți au fost produse ca vehicule speciale de protecție.

### Particularități speciale
Autoturismele gamei 6. 9 au fost primele modele produse de Mercedes-Benz dotate cu suspensii hidro-pneumatice cu nivelare automată - sistem care a fost utilizat mai întâi de Citröen, în 1954 – spre deosebire de modelele 600 și 6. 3, care foloseau susspensii pneumatice simple. Folosind o combinație de laminaje umplute cu lichid și vase de presiune, sau “acumulatori”, cu azot în locul convenționalelor amortizoare și arcuri, sistemul era presurizat de o pompă hidraulică, acționată de lanțul de distribuție al motorului. În comparație cu noul sistem introdus de Mercedes-Benz, cel folosit de Citröen era acționat de o curea de distribuție, ca orice pompâ convențională. Astfel că rezultatul unei defecțiuni la sistemul Citröen ar fi fost anularea totală a suspensiei. Față de acesta din urmă, fiecare motor din gama 6. 9 era dotat cu amortizoare din cauciuc dur, care acționau temporar asemeni unor resorturi pentru a permite utilizarea normală a vehiculului în cazul unei avarii hidraulice. Lichidul hidraulic special utilizat de acest sistem era depozitat într-un rezervor special, în carcasa motorului. Sistemul nu dispunea numai de o reglare automată, ci garda automobilului putea fi ajustată cu încă 2 inchi (50mm) prin acționarea unei clapete, montate sub vitezometru. 
	Sistemul de suspensie conferă unei mașini de 1900 kg beneficiile unei usoare manevrări și a unui condus lin, după cum declara jurnalistul în domeniu, David E. Davis, „acesta poate sălta asemeni unui Mini”. Gama dispune și de un model W3B 050 cu transmisie automată în trei trepte, unic pentru autovehiculele 6.9, care este o dotare strandard a ZF care îmbunătățește atât stabilitatea motorului pe asfalt, cât și tracțiunea în mediile potrivnice.
	Discurile de frânare cu acționare a tuturor celor 4 roți, precum și suspensiile independente pentru fiecare dintre acestea, constituie dotările standard ale acestor modele reprezentative ale gamei. Motorizarea M100 include un cofraj V8 din fier, cu un singur arbore de distribuție, montat deasupra acestuia, care a fost utilizat și pentru o motorizare de capacitate mai mare, pentru modelele Mercedez-Benz 600  și Mercedes-Benz 300SEL 6. 3. Un rol foarte important îl are de asemenea injecția electromecanică Bosch K-Jetronic, cu arborele cotit forjat, care face legaturile dintre etriere și pistoane, precum și sistemul de lubrificare a motorului cu „baie de ulei uscată.” În consecință, motorul în sine nu dispune de o tijă pentru măsurarea nivelului de ulei. În schimb, tija este atașată capacului rezervorului pentru ulei (accesul fiind permis numai prin interiorul carcasei motorului), nivelul uleiului putând fi verificat în timpul angrenării motorului, la temperatura optimă de funcționare. Versiunea modifică a gamei 6. 9 pentru piața non-Americană (6, 834 cc sau 417 in3) dispune de o motorizare evaluată la 286 CP (210 kW) și  cu o forță de torisiune de 405 livre/ picior. (549 N / m), pentru a compensa raportul de manevrabilitate de 2.65 la 1, necesar curselor de mare viteză. Un alt avantaj al „băii de ulei uscate” este lărgirea intervalului de înlocuire a uleiului la 12, 500 de mile (20, 000 km). Aceasta, împreună cu valvele cu elevatoare hidraulice, care nu necesită ajustare manuală, și manșoanele speciale ale capetelor cilindrilor, care elimină nevoia retorsiunii periodice a capetelor axelor, fac ca autoturismele 6. 9 să fie ușor de servisat după primele 50, 000 de mile (80, 500 km). Modelul 6. 9 avea cerințe foarte mici de servisare, cum ar fi lichidul de răcire, mici reglaje, schimbarea uleiului și înlocuirea filtrelor de aer, carburant, ulei și servodirecție.

### Performanță
Viteza maximă certifcată de fabriă este de 140 mph (225 km/h), dar câțiva jurnaliști în domeniu care au testat mașina, au atins viteze de 150 mph (241 km/h). Printre aceștia se numără si Brock Yates.   Yates a fost abordat de către producător pentru a scrie articole promoționale despre gama 6. 9, cu scopuri publicitare. Acesta a fost de acord cu condiția să îi fie îngăduit ca alături de punctele forte ale autoturismului să poată prezenta și lipsurile acestuia, astfel încât să ofere cititorilor descriere obiectivă si exausitivă. Daimler-Benz a acceptat condițiile jurnalistulu, și i-a oferit acestuia moșină 6. 9 (modelul American), pentru a o conduce din Manhattan până la pistele de raliu Grabd Prix, Road Atlanta, în Georgia. Acolo, Yates avea să conducă mașina la viteze de raliu pe lungimea a 40 de tururi, circa 100 de mile(160 km). De-a lungul acestei lungi călătorii, jurnalistul s-a plâns de faptul că antena mangnetică CB a pierdut semnalul la peste 130 mph. La sosire, singurul reglaj necesar a fost ajustarea presiunii cauciucurilor. Parcurgerea a 40 de tururi de circuit a fost o sarcină dificilă pentru un sedan de lux full-size, creat și dotat inițial pentru condusul pe șosea. Reprezentantul gamei 6. 9 nu a întâmpinat probleme mecanice majore și a menținut o viteză medie de 72 mph (116 km/h) pe parcursul testării, ajungând la finalul acesteia cu caroseria puțin prea prăfuită din cauza cauciucurilor radiale pentru asfalt de la Michelin, care au fost montate pentru călătoria spre Atlanta. Yates s-a simțit atât de bine conducând un 6. 9 pe circuit încât a declarat cu a parcurs cel putin un tur cu trapa deschisă și radioul pornit, însă prețul destul de mare al mașinii l-a făcut să reflecteze puțin mai mult asupra unui astfel stil riscant de condus, atfel că a finalizat testarea cu radioul închis și ambele mâini pe volan.

### Preț și dotări interioare

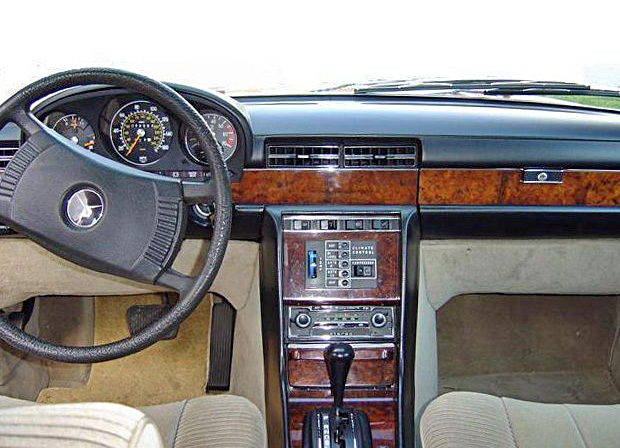
Interior Mercedes-Benz 450 SEL 6.9

Toată tehnologia de care dispune această mașină implică niște costuri destul de ridicate. Intr-o vreme când cele mai scumpe Cadillac-uri, modelele mid-size Seville și seria de limuzice full-size Cadillac Fleetwood șaptezeci-și-cinci se vindeau cu prețuri de listă de aproximativ 16, 000 de dolari, gama 6. 9 ajungea la 40, 000 de dolari – mai mult decât cele trei, dar mai puțin decât majoritatea mașinilor de la Rolls-Royce. Când automobilul a fost introdus pe piața nord-americană, ca model oficial reprezentativ al anului 1977, prețul depășise de mult pragul	 
Interior
de 40, 000 de dolari, iar la finalul producției ajunsese la 52, 995 de dolari. Cu toate că automobilele din gama 6. 9 erau fără îndoială unele de lux, păreau mai degrabă austere în comparație cu opulența afișată de un Rolls-Royce sau un Cadillac full-size. Interiorul era identic cu cel al modelelor mai ieftine, cu excepția clapetei montate imediat sub vitezometru pentru ajustare a suspensiilor, un indicator pentru presiunea scăzută și indicatorul luminos din bord pentru ajustarea înălțimii, precum și finisajele furniruite din lemn de nuc, folosite pentru bord și consolă. Restul gamei W116 era finisată cu furnir Zebrano. 
Gamei 6. 9 îi lipseau finisajele de lux precum acționarea electrică a oglinzilor laterale sau a scaunelor din față, dar dispunea de opțiuni precum încălzirea banchetei din spate sau scaune cu design ortopedic. Cumpărătorii din afara Americii de Nord, dispuneau si de opțiuni precum stropitori și stergătoare pentru faruri, și/sau faruri cu un sistem de curățare pe bază de aspirație, care puteau fi reglate în funcție de sarcina mașinii. În 1976 s-a inclus o nouă dotare standard: majoritatea automobilelor Merces-Benz produse în acel an erau dotate cu un sistem electronic sofisticat de climatizare produs de Chrysler Corportaion, și folosit pentru modelele lor cele mai luxoase. Acest sistem pornea în mod automat încălzirea, aerul condiționat, și chiar pe amândouă, în funcție de setările termostatului și de temperatura ambientală, menținând în mod automat temperatra setată de conducătorul mașinii. Compresorul era de asemenea importat din America, fiind produs de divizia Harrison a General Motors.
Cu mult mai modern decât contemporanul Cadillac, care încă era dotat cu o osie motoare în partea din spate a autovehiculului, și deopotrivă mai rapid și mai mare decât automobilele Rolls Royce și Cadillac, modelul 6. 9 nu era cu nimic deosebit față de celelalte modele ale gamei W116, în afară de micul însemn „6. 9” de pe capota din spate și de cauciucurile sale mai late. Modelele pentru SUA aveau și diferite variante de amortizoare de cauciuc, fixate sub amortizoarele standard. Oricât de discret era micul însemn de pe spate, acesta putea fi omis la cererea clientului, prin opțiunea 216: omisiunea însemnelor de pe capota port-bagajului, fapt care aducea costuri suplimentare pentru cei care nu voiau să atragă atenția atât a șoferilor altor mașini de înaltă clasă, precum și a autorităților. După spusele lui David E. Davis, 6. 9 era „un exercițiu de condus rapid, în valoare de 50, 000 de dolari.”
Cu toate astea, pentru fanii modelului 6.3, a cărui producție a fost întreruptă, precum și pentru cei care pur și simplu își doreau o mașină despre care revista Car and Driver declara că este „cel mai grozav model construit de Mercedes-Benz”, se pare că banii nu constituiau o piedică. În 1975, la lansare, automobilul SEL 450 6. 9 afișa un preț, impus de cei de la DM , 69, 930 de dolari. În ultimul an de producție, 1979, acesta era disponibil la un preț de 81, 247 de dolari, preț impus de DM. Cu toate că acesta nu era deloc un preț accesibil, îndrăzneala celor de la Mercedes-Benz de a lansa acest model pe piață a dat rezultate. Până în 1980 s-au produs un total de 7, 380 de autovehicule, și cele mai multe dintre acestea au fost exportate în SUA. Cifra de producție este una notabilă, având în vedere trendul vânzării de mașini de lux din piață, după criza energetică din 1973.

### Final de producție
În septembrie 1979, succesorul W126 a fost prezentat la IAA la Frankfurt. Din decembrie 1979, modelul a fost disponibil. Până în septembrie 1980 ambele serii au fost produse în paralel . Acest lucru a fost cauzat în primul rând de faptul că W126 nu era încă disponibil în Statele Unite . În funcție de tipul de motorizare, producția a mai continuat din aprilie până în septembrie 1980. Ultimul exemplar al acestui model a fost un 300SD pentru SUA, în septembrie 1980 la fabrica din Sindelfingen. În total au fost produse 473.035 unități din această serie.

## Technică și inovație
Seria 116 a introdus o serie de inovații. Rezervorul de 96 litri a fost plasat deasupra punții spate pentru a fi protejat la coliziune, volanul cu patru spițe de siguranță era de asemenea, o inovație. In 1978, W116 a fost prima mașină din lume cu sistem de frânare antiblocare controlat electronic.

## Prețuri
Prețurile sunt pentru o mașină nouă  în DM. Modelele 450 SE au fost livrate cu cutie automată in serie.
| Model       | 09/1972 | 03/1973 | 03/1974 | 08/1974 | 02/1975 | 07/1975 | 03/1977 | 04/1978 | 12/1978 | 06/1979 |
| ----------- | ------- | ------- | ------- | ------- | ------- | ------- | ------- | ------- | ------- | ------- |
| 280 S       | 23.800  | 25.000  | 26.200  | 27.300  | 28.900  |         | 30.200  | 31.900  | 33.000  | 34.200  |
| 280 SE      | 25.500  | 26.800  | 28.000  | 29.200  | 30.900  |         | 32.300  | 34.100  | 35.300  | 36.500  |
| 280 SEL     |         |         | 30.700  | 32.000  | 33.300  |         | 34.900  | 36.900  | 37.600  | 38.900  |
| 350 SE      | 28.900  | 30.300  | 31.600  | 33.000  | 34.900  |         | 36.400  | 38.600  | 39.400  | 40.700  |
| 450 SE      |         | 34.000  | 35.500  | 37.000  | 39.200  |         | 40.900  | 43.300  | 44.200  | 45.600  |
| 450 SEL     |         | 38.600  | 40.300  | 42.000  | 44.500  |         | 45.800  | 48.500  | 49.500  | 51.100  |
| 450 SEL 6.9 |         |         |         |         |         | 70.000  | 73.100  | 77.400  | 79.000  | 81.300  |
|             |         |         |         |         |         |         |         |         |         |         |

## Producție

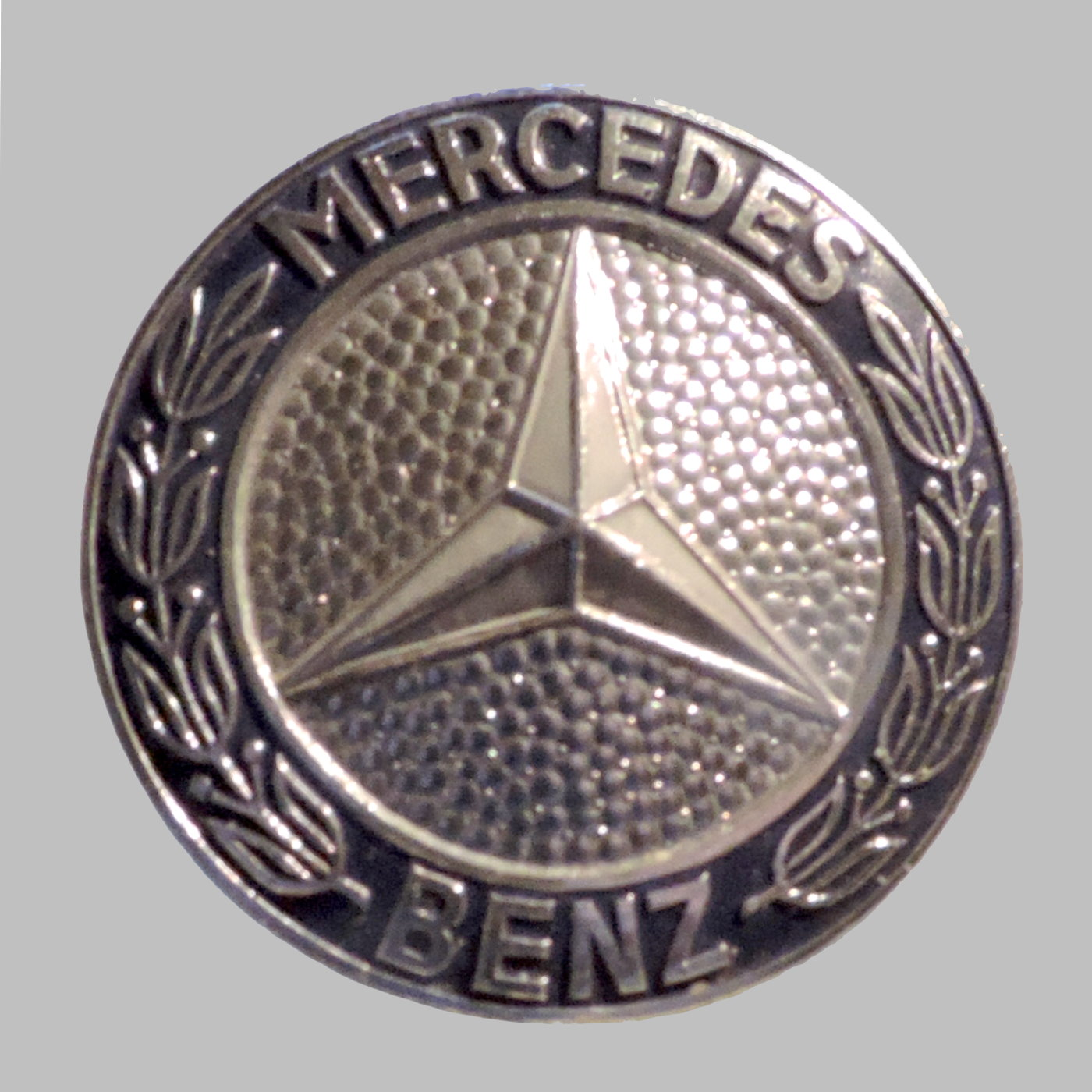
Mercedes-Benz Typ W116

| Model       | 1972  | 1973   | 1974   | 1975   | 1976   | 1977   | 1978   | 1979   | 1980  | Total   |
| ----------- | ----- | ------ | ------ | ------ | ------ | ------ | ------ | ------ | ----- | ------- |
| 280 S       | 3.787 | 15.340 | 20.808 | 21.996 | 18.031 | 17.080 | 15.307 | 9.208  | 1.291 | 122.848 |
| 280 SE      | 3.735 | 18.266 | 18.634 | 17.376 | 17.968 | 26.903 | 23.571 | 22.568 | 1.572 | 150.593 |
| 280 SEL     |       | 1      | 535    | 716    | 1.042  | 1.295  | 1.622  | 1.551  | 270   | 7.032   |
| 350 SE      | 4.353 | 14.340 | 7.226  | 5.447  | 4.734  | 5.723  | 4.964  | 4.099  | 214   | 51.100  |
| 350 SEL     |       | 58     | 529    | 552    | 718    | 807    | 911    | 653    | 38    | 4.266   |
| 450 SE      | 52    | 13.400 | 7.579  | 4.672  | 5.188  | 4.223  | 3.570  | 2.746  | 174   | 41.604  |
| 450 SEL     | 24    | 6.930  | 8.350  | 6.167  | 9.650  | 10.042 | 8.508  | 8.217  | 1.690 | 59.578  |
| 450 SEL 6.9 |       |        |        | 474    | 1.475  | 1.798  | 1.665  | 1.839  | 129   | 7.380   |
| 300 SD      |       |        |        |        |        | 51     | 5.970  | 13.194 | 9.419 | 28.634  |
| Total       | Total | Total  | Total  | Total  | Total  | Total  | Total  | Total  | Total | 473.035 |

## Date tehnice

### Motoare benzină - 6 cilindri
| Denumire                  | 280 S                                           | 280 S                                           | 280 SE/SEL                                      | 280 SE/SEL                                      | 280 SE/SEL                                      |
| Perioada de producție     | 1972–1976                                       | 1976–1980                                       | 1972–1976                                       | 1976–1978                                       | 1978–1980                                       |
| Date motor                |                                                 |                                                 |                                                 |                                                 |                                                 |
| Codificare Motor          | M 110                                           | M 110                                           | M 110                                           | M 110                                           | M 110                                           |
| Tip Motor                 | R6-Motor Benzina                                | R6-Motor Benzina                                | R6-Motor Benzina                                | R6-Motor Benzina                                | R6-Motor Benzina                                |
| Număr valve pe cilindru   | 2                                               | 2                                               | 2                                               | 2                                               | 2                                               |
| Control valve             | DOHC, Lanț                                      | DOHC, Lanț                                      | DOHC, Lanț                                      | DOHC, Lanț                                      | DOHC, Lanț                                      |
| Pregătire amestec         | Carburator dublu Solex 4A1                      | Carburator dublu Solex 4A1                      | Injecție electronică Bosch D-Jetronic           | Injecție mecanică K-Jetronic                    | Injecție mecanică K-Jetronic                    |
| Turbocompresie            | —                                               | —                                               | —                                               | —                                               | —                                               |
| Răcire                    | Răcire pe lichid                                | Răcire pe lichid                                | Răcire pe lichid                                | Răcire pe lichid                                | Răcire pe lichid                                |
| Alezaj x Cursă            | 86,0 × 78,8 mm                                  | 86,0 × 78,8 mm                                  | 86,0 × 78,8 mm                                  | 86,0 × 78,8 mm                                  | 86,0 × 78,8 mm                                  |
| Capacitate                | 2746 cm³                                        | 2746 cm³                                        | 2746 cm³                                        | 2746 cm³                                        | 2746 cm³                                        |
| Raport de compresie       | 9,0:1                                           | 8,7:1                                           | 9,0:1                                           | 8,7:1                                           | 9,0:1                                           |
| Putere max.               | 118 kW (160 PS) la 5500/min                     | 115 kW (156 PS) la 5500/min                     | 136 kW (185 PS) la 6000/min                     | 130 kW (177 PS) la 6000/min                     | 136 kW (185 PS) la 5800/min                     |
| max. Cuplu                | 225,6 Nm la 4000/min                            | 222,6 Nm la 4000/min                            | 238,3 Nm la 4500/min                            | 233,4 Nm la 4500/min                            | 240,3 Nm la 4500/min                            |
| Transmisie                |                                                 |                                                 |                                                 |                                                 |                                                 |
| Propulsie                 | Propulsie spate                                 | Propulsie spate                                 | Propulsie spate                                 | Propulsie spate                                 | Propulsie spate                                 |
| Cutii de viteză, serie    | Cutie manuală 4 viteze                          | Cutie manuală 4 viteze                          | Cutie manuală 4 viteze                          | Cutie manuală 4 viteze                          | Cutie manuală 4 viteze                          |
| Cutii de viteză, opțional | Cutie manuală 5 viteze/ Cutie automată 4 viteze | Cutie manuală 5 viteze/ Cutie automată 4 viteze | Cutie manuală 5 viteze/ Cutie automată 4 viteze | Cutie manuală 5 viteze/ Cutie automată 4 viteze | Cutie manuală 5 viteze/ Cutie automată 4 viteze |
| Valori măsurate           |                                                 |                                                 |                                                 |                                                 |                                                 |
| Viteză maximă             | 190 km/h                                        | 190 km/h                                        | 200 km/h                                        | 200 km/h                                        | 200 km/h                                        |
| Accelerare, 0–100 km/h    | 11,5 s (12,5 s)                                 | 11,5 s (12,5 s)                                 | 10,5 s (11,5 s)                                 | 10,5 s (11,5 s)                                 | 10,5 s (11,5 s)                                 |
| Consum la 100 km          | 16 l S                                          | 16 l S                                          | 16 l S                                          | 16 l S                                          | 16 l S                                          |
|                           |                                                 |                                                 |                                                 |                                                 |                                                 |

### Motoare benzină - 8 cilindri
| Denumire                  | 350 SE/SEL                            | 350 SE/SEL                   | 350 SE/SEL                   | 450 SE/SEL                            | 450 SE/SEL                   | 450 SE/SEL                   | 450 SEL 6.9                  |
| Perioada de producție     | 1972–1976                             | 1976–1978                    | 1978–1980                    | 1972–1975                             | 1975–1978                    | 1978–1980                    | 1975–1980                    |
| Date motor                |                                       |                              |                              |                                       |                              |                              |                              |
| Codificare Motor          | M 116                                 | M 116                        | M 116                        | M 117                                 | M 117                        | M 117                        | M 100                        |
| Tip Motor                 | V8- Motor Benzină                     | V8- Motor Benzină            | V8- Motor Benzină            | V8- Motor Benzină                     | V8- Motor Benzină            | V8- Motor Benzină            | V8- Motor Benzină            |
| Număr valve pe cilindru   | 2                                     | 2                            | 2                            | 2                                     | 2                            | 2                            | 2                            |
| Control valve             | OHC, Lanț                             | OHC, Lanț                    | OHC, Lanț                    | OHC, Lanț                             | OHC, Lanț                    | OHC, Lanț                    | OHC, Lanț                    |
| Pregătire amestec         | Injecție electronică Bosch D-Jetronic | Injecție mecanică K-Jetronic | Injecție mecanică K-Jetronic | Injecție electronică Bosch D-Jetronic | Injecție mecanică K-Jetronic | Injecție mecanică K-Jetronic | Injecție mecanică K-Jetronic |
| Turbocompresie            | —                                     | —                            | —                            | —                                     | —                            | —                            | —                            |
| Răcire                    | Răcire pe lichid                      | Răcire pe lichid             | Răcire pe lichid             | Răcire pe lichid                      | Răcire pe lichid             | Răcire pe lichid             | Răcire pe lichid             |
| Alezaj x Cursă            | 92,0 × 65,8 mm                        | 92,0 × 65,8 mm               | 92,0 × 65,8 mm               | 92,0 × 85,0 mm                        | 92,0 × 85,0 mm               | 92,0 × 85,0 mm               | 107,0 × 95,0 mm              |
| Capacitate                | 3499 cm³                              | 3499 cm³                     | 3499 cm³                     | 4520 cm³                              | 4520 cm³                     | 4520 cm³                     | 6834 cm³                     |
| Raport de compresie       | 9,5:1                                 | 9,5:1                        | 9,0:1                        | 8,8:1                                 | 8,8:1                        | 8,8:1                        | 8,8:1                        |
| Putere max.               | 147 kW (200 PS) la 5800/min           | 143 kW (195 PS) la 5500/min  | 151 kW (205 PS) la 5750/min  | 165 kW (225 PS) la 5000/min           | 160 kW (217 PS) la 5000/min  | 165 kW (225 PS) la 5000/min  | 210 kW (286 PS) la 4250/min  |
| max. Cuplu                | 286,4 Nm la 4000/min                  | 274,6 Nm la 4000/min         | 284,4 Nm la 4000/min         | 377,6 Nm la 3000/min                  | 359,9 Nm la 3250/min         | 367,7 Nm la 3250/min         | 549,2 Nm la 3000/min         |
| Transmisie                |                                       |                              |                              |                                       |                              |                              |                              |
| Propulsie                 | Propulsie spate                       | Propulsie spate              | Propulsie spate              | Propulsie spate                       | Propulsie spate              | Propulsie spate              | Propulsie spate              |
| Cutii de viteză, serie    | Cutie manuală 4 viteze                | Cutie manuală 4 viteze       | Cutie manuală 4 viteze       | Cutie automată 3 viteze               | Cutie automată 3 viteze      | Cutie automată 3 viteze      | Cutie automată 3 viteze      |
| Cutii de viteză, opțional | Cutie automată 3 viteze               | Cutie automată 3 viteze      | Cutie automată 3 viteze      | —                                     | —                            | —                            | —                            |
| Valori măsurate           |                                       |                              |                              |                                       |                              |                              |                              |
| Viteză maximă             | 205 km/h                              | 205 km/h                     | 205 km/h                     | 210 km/h                              | 210 km/h                     | 210 km/h                     | 225 km/h                     |
| Accelerare, 0–100 km/h    | 10 s (11 s)                           | 10 s (11 s)                  | 10 s (11 s)                  | 10,5 s                                | 10,5 s                       | 10,5 s                       | 8 s                          |
| Consum la 100 km          | 19 l S                                | 19 l S                       | 19 l S                       | 19 l S                                | 19 l S                       | 19 l S                       | 22 l S                       |
|                           |                                       |                              |                              |                                       |                              |                              |                              |

### Motoare diesel - 5 cilindri
| Denumire                           | 300 SD                     |  |  |  |  |  |  |
| Perioada de producție              | 1977–1980                  |  |  |  |  |  |  |
| Date motor                         |                            |  |  |  |  |  |  |
| Codificare Motor                   | OM 617                     |  |  |  |  |  |  |
| Tip Motor                          | R5-Motor Diesel            |  |  |  |  |  |  |
| Număr valve pe cilindru            | 2                          |  |  |  |  |  |  |
| Control valve                      | OHC, Lanț                  |  |  |  |  |  |  |
| Pregătire amestec                  | Injecție indirectă         |  |  |  |  |  |  |
| Turbocompresie                     | Turbocompresor             |  |  |  |  |  |  |
| Răcire                             | Răcire pe lichid           |  |  |  |  |  |  |
| Alezaj x Cursă                     | 90,9 × 92,4 mm             |  |  |  |  |  |  |
| Capacitate                         | 2998 cm³                   |  |  |  |  |  |  |
| Raport de compresie                | 21,5:1                     |  |  |  |  |  |  |
| Putere max.                        | 85 kW (115 PS) la 4200/min |  |  |  |  |  |  |
| max. Cuplu                         | 230,5 Nm la 2400/min       |  |  |  |  |  |  |
| Transmisie                         |                            |  |  |  |  |  |  |
| Propulsie                          | Propulsie spate            |  |  |  |  |  |  |
| Cutii de viteză                    | Cutie automată 4 viteze    |  |  |  |  |  |  |
| Valori măsurate                    |                            |  |  |  |  |  |  |
| Viteză maximă                      | 165 km/h                   |  |  |  |  |  |  |
| Accelerare, 0–100 km/h, 0–100 km/h | 17 s                       |  |  |  |  |  |  |
| Consum la 100 km                   | 14 l D                     |  |  |  |  |  |  |
|                                    |                            |  |  |  |  |  |  |

## Număr mașini în circulație în Germania
Datele se referă la mașinile aflate incă in circulație in Germania după număr de producător și număr de model conform Kraftfahrt-Bundesamt. Modelele cu mai putin de 100 de exemplare nu apar in tabel.
| HSN/TSN  | Model           | kW  | 1.1.2005 | 1.1.2006 | 1.1.2008 | 1.1.2009 | 1.1.2010 | 1.1.2011 | 1.1.2012 | 1.1.2013 | 1.1.2014 | 1.1.2015 |
| -------- | --------------- | --- | -------- | -------- | -------- | -------- | -------- | -------- | -------- | -------- | -------- | -------- |
| 0009/305 | 280 S           | 118 | 343      | 332      | 298      | 288      | 290      | 297      | 295      | 303      | 281      | 290      |
| 0009/306 | 280 SE, 280 SEL | 136 | 684      | 675      | 597      | 593      | 606      | 598      | 593      | 593      | 561      | 548      |
| 0009/307 | 350 SE, 350 SEL | 147 | 293      | 290      | 254      | 246      | 267      | 268      | 273      | 260      | 242      | 241      |
| 0009/308 | 450 SE, 450 SEL | 165 | 177      | 196      | 190      | 192      | 202      | 199      | 194      | 200      | 198      | 207      |
| 0009/312 | 450 SE, 450 SEL | 160 | 182      | 164      | 150      | 170      | 174      | 190      | 198      | 207      | 205      | 213      |
| 0009/318 | 450 SEL 6.9     | 210 | 146      | 142      | 126      | 143      | 174      | 184      | 188      | 197      | 203      | 202      |
| 0009/322 | 280 S           | 115 | 686      | 611      | 427      | 456      | 483      | 483      | 497      | 493      | 489      | 485      |
| 0009/331 | 280 SE, 280 SEL | 130 | 770      | 704      | 518      | 548      | 576      | 588      | 598      | 604      | 592      | 623      |
| 0009/349 | 350 SE, 350 SEL | 143 | 197      | 171      | 142      | 160      | 156      | 159      | 170      | 163      | 160      | 157      |
| 0009/436 | 280 SE, 280 SEL | 136 | 1.211    | 1.068    | 697      | 679      | 755      | 818      | 814      | 817      | 801      | 802      |
| 0009/437 | 350 SE, 350 SEL | 151 | 247      | 213      | 139      | 147      | 175      | 189      | 202      | 206      | 212      | 215      |
| 0009/438 | 450 SE, 450 SEL | 165 | 202      | 178      | 112      | 124      | 154      | 169      | 175      | 175      | 183      | 187      |
|          |                 |     |          |          |          |          |          |          |          |          |          |          |

Datele se referă la mașinile aflate incă in circulație in Germania recunoscute ca istorice (H-Kennzeichen) din seria W116.
| Număr                               | 2.673 | 2.971    | 3.128   | 3.195   | 3.231   | 3.315   |  |  |  |  |  |  |
| Evoluție                            |       | + 11,1 % | + 5,3 % | + 2,1 % | + 1,1 % | + 2,6 % |  |  |  |  |  |  |
| Procent din total vehicule istorice | 9     | 8        | 10      | 10      | 10      | 11      |  |  |  |  |  |  |
|                                     |       |          |         |         |         |         |  |  |  |  |  |  |

## Conversii
Sunt cunoscute mai multe conversii ale sedan S-Class la varianta break. Aceste conversii au fost făcute în Anglia (de exemplu, la constructorului de caroserii Crayford Engineering), folosind trape de spate și cadre ale Ford Granada.